# Стар мост (Бучин)
Старият мост (на македонска литературна норма: Мост на топџиите; на турски: Top Köprüsü) е стар мост над река Черна в крушевското село Бучин, Северна Македония. Мостът е обявен за културно наследство на Северна Македония.